# Hilary Swank
Hilary Swank [ˈhɪləɹi swæŋk] est une actrice et productrice américaine, née le 30 juillet 1974 à Lincoln (Nebraska).
Elle suscite l'éloge des critiques pour ses interprétations de Brandon Teena, un adolescent transgenre dans le drame Boys Don't Cry de Kimberly Peirce et de Maggie Fitzgerald, une boxeuse qui fera tout pour réussir, dans Million Dollar Baby de Clint Eastwood. Ces deux rôles lui ont valu, entre autres, deux Oscars de la meilleure actrice, respectivement en 2000 et 2005.
En 2007, elle est honorée par la Chambre de commerce de Los Angeles, en recevant sa propre étoile sur le célèbre Walk of Fame (Hollywood).

## Biographie

### Enfance et formation
Hilary Ann Swank est née à Lincoln (Nebraska). Son père, Stephen Swank, est officier dans la Garde nationale aérienne avant de devenir représentant de commerce ; sa mère est Judy Clough. Elle a un frère, Dan. Plusieurs membres de la famille Swank viennent de Ringgold County, dans l’Iowa.
Issue d’un milieu modeste, la jeune Hilary grandit dans une maison mobile à côté du lac Samish à Bellingham, dans l’État de Washington. Elle en déménage à l'âge de 6 ans. Elle se décrit, jeune fille, comme une « étrangère » qui pense avoir sa place « seulement en lisant un livre ou en regardant un film, et en s’identifiant aux personnages de ses fictions favorites ». Elle explique que son imaginaire d'enfant fécond et sa capacité à jouer les personnages qu'elle aimait ont nourri sa vocation d'actrice.
À 9 ans, elle fait sa première apparition sur scène dans Le Livre de la Jungle et s'engage ensuite dans les programmes de théâtre de son école et de son quartier. Elle suit ses études secondaires au lycée de Sehome (Bellingham) jusqu’à ses 16 ans. Entre-temps, elle participe aux « Olympiques Juniors » ainsi qu'au championnat de natation de l’État de Washington. Elle se classe cinquième de l’État en gymnaste complète. Cette formation sportive lui est plus tard utile pour son rôle dans Miss Karaté Kid (The Next Karate Kid).
Ses parents se séparent alors qu'elle a 13 ans. Sa mère, soutenant le désir de sa fille de devenir comédienne, déménage avec elle à Los Angeles où elles vivent dans une voiture durant deux mois. Sa mère trouve ensuite suffisamment d'argent pour louer un appartement. Hilary Swank décrit sa mère comme l’inspiration première de sa carrière d’actrice et le modèle de sa vie. En Californie, elle s’inscrit au lycée de South Pasadena (bien qu’elle abandonne rapidement ses études) et commence à jouer de manière professionnelle. Elle participe aussi au loyer de l'appartement de sa mère grâce aux revenus tirés d'apparitions dans des programmes télévisés tels que Evening Shade et Quoi de neuf Docteur ?.

### Débuts à la télévision et percée au cinéma

Hilary Swank en 1998.

Elle doit son premier rôle mineur, au cinéma, dans Buffy, tueuse de vampires. Le film qui a ensuite inspiré la série télévisée culte Buffy contre les vampires, créée et produite par le scénariste Joss Whedon, dans laquelle joue Sarah Michelle Gellar. Ce premier essai est malmené par des problèmes de productions et ne rencontre pas le succès escompté,.
En 1994, Hilary Swank apparaît dans le quatrième volet de Karate Kid : Miss Karaté Kid (The Next Karate Kid) avec Noriyuki Pat Morita. Dans cet épisode, elle y campe une jeune adolescente rebelle et mal dans sa peau à laquelle Kesuke Miyagi enseigne le karaté afin de la libérer de ses colères.
En 1997, elle est au casting d'une éphémère série, Leaving L.A.. La série est arrêtée au bout de six épisodes, mais elle rejoint aussitôt le casting de Beverly Hills 90210, dans le rôle de Carly Reynolds, une mère célibataire et petite amie de Steve Sanders joué par Ian Ziering. Elle est cependant présente dans seize épisodes avant d'être licenciée de la série pour raisons créatives. 
L'actrice pense alors sa carrière terminée, mais elle rebondit cependant très rapidement, en étant la tête d'affiche de deux téléfilms dramatique Mort sur le Campus et Le Somnambule. Pour le premier, elle partage la vedette avec Sarah Chalke et pour le second, elle donne la réplique à Jeffrey Nordling et Charles Esten.

### Révélation critique et consécration

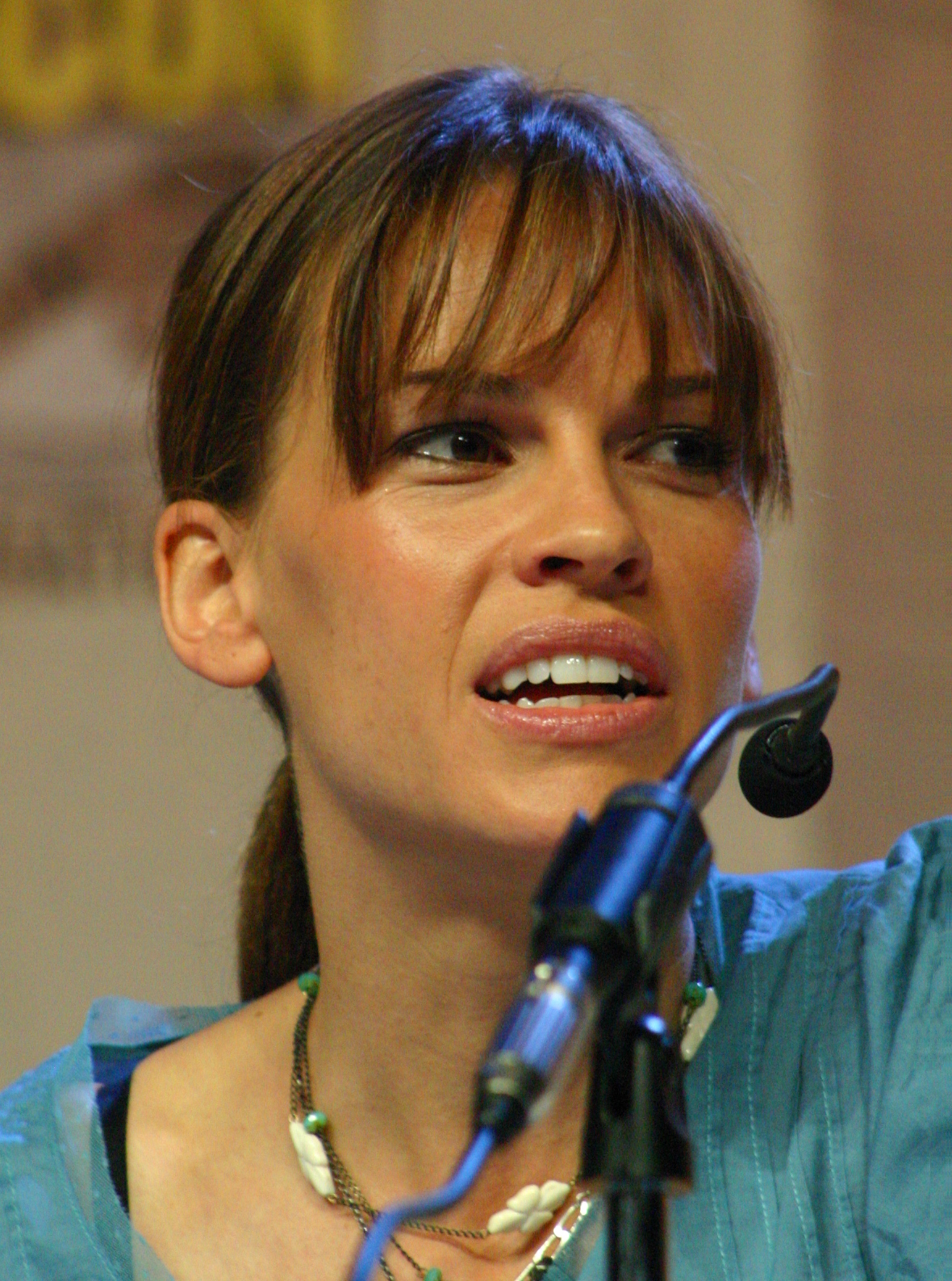
Hilary Swank au San Diego Comic-Con 2006, pour la promotion de l'attendu Dahlia noir.

En 1999, elle obtient son premier grand rôle dans le drame biographique Boys Don't Cry de Kimberly Peirce, pour lequel elle interprète l'adolescent transgenre Brandon Teena aux côtés de Chloë Sevigny et Peter Sarsgaard. Malgré le petit budget de ce film indépendant, les critiques sont unanimes sur la prestation d'Hilary Swank. La comédienne obtient, face à des poids lourds comme Meryl Streep, Julianne Moore et Annette Bening, le Golden Globe et l'Oscar de la meilleure actrice et plusieurs autres récompenses internationales de prestige qui la propulsent au rang de star.
Forte d'une nouvelle visibilité, l'actrice multiplie les projets et enchaîne les collaborations avec les acteurs les plus en vue du moment. Au début des années 2000, elle apparaît dans les thrillers L'Affaire du collier et Insomnia avec Al Pacino et Robin Williams, avant de jouer une femme au foyer battue par son mari face à Cate Blanchett et Keanu Reeves dans Intuitions. Le premier est bien reçu par la critique et se retrouve nommé pour l'Oscar de la meilleure création de costumes mais réalise de piètres performances au box office; le second est un franc succès critique et public, tandis que le troisième permet à Hilary d'être citée pour le Saturn Awards de la meilleure actrice dans un second rôle, tout en réalisant des scores corrects au box office.
En 2003, elle est à l'affiche du film de science-fiction Fusion ainsi que de la comédie dramatique indépendante 11:14. Le premier rembourse de justesse son budget tandis que le second est accueilli positivement par la critique.
Elle accède à la consécration en 2004 grâce à sa prestation de boxeuse au destin fulgurant et tragique dans le drame de et avec Clint Eastwood Million Dollar Baby, qui lui vaut ses seconds Golden Globe et Oscar de la meilleure actrice. Elle rejoint ainsi le cercle très fermé des actrices doublement nommées et oscarisées. Pour se préparer à ce rôle physique, l'actrice suit une rude formation sur le ring et en salle de musculation. Le film est également un franc succès au box office, acclamé par la profession, remportant notamment 4 Oscars. Hilary Swank renoue avec les hauteurs, adoubée par la critique, elle reçoit près d'une trentaine de récompenses ainsi que de nombreuses nominations.
Elle tient en 2006 un rôle de femme fatale pour Brian De Palma dans le thriller Le Dahlia noir, tiré du roman de James Ellroy. Elle succède à Eva Green pour ce rôle de femme fatale. Un choix risqué qui déçoit. Côté box office, cette production ne rencontre pas le succès escompté et côté critique, elle divise, étant à la fois citée lors de remises de prix de prestige mais aussi parodique. 
En 2007, elle devient une enseignante écrivain dans le drame social Ecrire pour exister, dirigé par Richard LaGravenese. Film pour lequel l'actrice reçoit le Goldene Kamera de la meilleure actrice internationale, en plus d'un succès validé auprès du public. 
Cette année-là, elle reçoit son étoile sur le célèbre Walk of Fame (Hollywood).

### Confirmation difficile

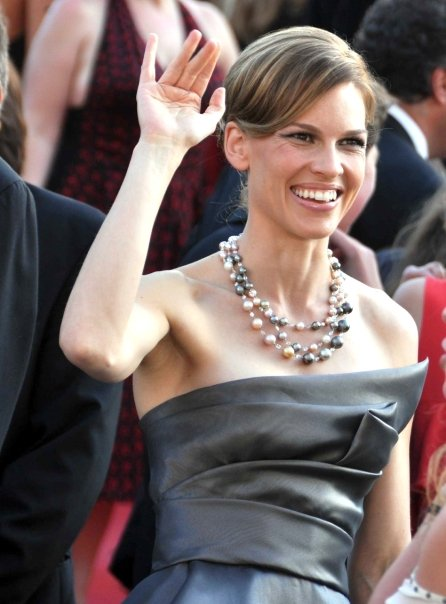
L'actrice au Festival de Cannes 2009, pour la sortie dAmelia.

Elle enquête sur de mystérieux événements dans le film d'horreur Les Châtiments avant de tourner à nouveau sous les ordres de Richard LaGravenese avec Gerard Butler et Lisa Kudrow dans la comédie romantique P.S. I Love You, dans le rôle de Holly R.Kennedy, jeune veuve tentant de refaire sa vie. Le premier rencontre son public mais peine à séduire la critique. Tandis que son émouvante interprétation dans le second, lui permet de décrocher de nouveau le Goldene Kamera de la meilleure actrice ainsi que l'Irish Film and Television Awards, tout en réalisant de bonnes performances au box office.
Fin 2008, Hilary Swank apparaît dans le film Les Oiseaux d'Amérique, avec Matthew Perry, mais ce projet passe inaperçu.  
En 2009, elle est à l'affiche du drame biographique Amelia, avec Richard Gere, sous la direction de Mira Nair. Le film est un échec commercial et critique. L'interprétation de Swank lui permet juste d'élue Meilleure actrice lors des Women's Image Network Awards et lors du Festival du film de Hollywood. 

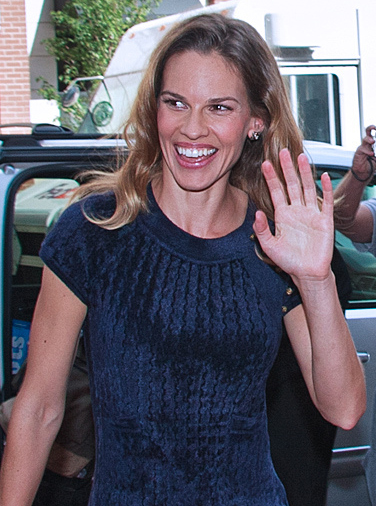
Hilary Swank au Festival international du film de Toronto 2010.

En 2010, elle tente aussi de défendre un drame indépendant ambitieux. Conviction, où elle est entourée de Sam Rockwell, Minnie Driver et Melissa Leo. Sa performance lui vaut une nomination au Screen Actors Guild Awards de la meilleure actrice, mais le box-office est faible.
Ce double échec l'amène à accepter des projets ouvertement commerciaux.
En 2011, elle est ainsi la tête d'affiche du film d'horreur La Locataire, avec Jeffrey Dean Morgan. Les critiques sont divisées. Elle est aussi au casting de la comédie romantique chorale Happy New Yearl. Enfin, la production de Garry Marshall lui permet également de renouer avec les hauteurs du box office, à défaut de convaincre la critique.

### Retour télévisuel et diversification

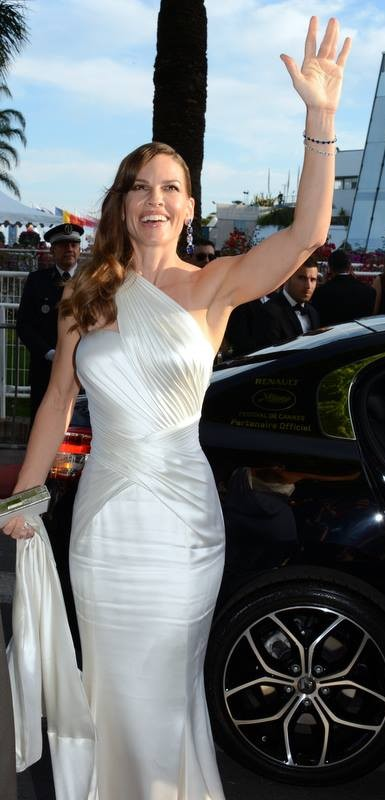
Hilary Swank au Festival de Cannes 2014.

En 2013, c'est vers la télévision qu'elle se tourne pour revenir au drame : le téléfilm Mary et Martha : Deux mères courage est nommé lors des Humanitas Prizes, une cérémonie qui récompense les films ou séries télévisées promouvant la dignité humaine et la liberté.
En 2014, après avoir marqué une pause de trois ans, elle revient sur le grand écran en étant à l'affiche de deux productions. Le western The Homesman, réalisé par Tommy Lee Jones, est plébiscité par la critique et se retrouve cité lors de prestigieuses cérémonies de remises de prix bien qu'il n'ait pu rencontrer son public, étant sorti dans un nombre de salles limité. Elle tient aussi le premier rôle du mélodrame Le Second Souffle, avec Josh Duhamel et Emmy Rossum. Elle est également productrice du film, mais le projet ne bénéficie pas d'une grande exposition et sort également dans peu de salles. Il lui permet en revanche d'être citée pour le Jupiter Awards de la meilleure actrice.
En 2016, elle prête seulement sa voix à la Reine dans le film d'animation Spark : A Space Tail. L'année suivante, elle se joint au retour du réalisateur Steven Soderbergh pour la comédie Logan Lucky avec Channing Tatum, Daniel Craig et Katie Holmes. Le film suit deux frères qui élaborent un plan pour commettre un braquage durant une course de NASCAR à Charlotte en Caroline du Nord. 
En 2018, elle tient la vedette de deux longs-métrages dramatiques qu'elle produit : d'abord aux côtés d'Helena Bonham Carter, pour 55 Steps , qui sort en mai 2018, en Allemagne. Et elle porte le film What They Had avec Michael Shannon et Aimee Garcia qui traite de la maladie d'Alzheimer. Les deux films passent inaperçus mais le second est cependant accueilli positivement par les critiques.
Elle décide donc de revenir à la télévision pour un rôle régulier. En effet, 20 ans après Beverly Hills 90210, elle intègre la distribution principale de la première saison de la série d'anthologie dramatique Trust aux côtés de Donald Sutherland. Cette saison  raconte l'histoire vraie du kidnapping de John Paul Getty III, survenu à Rome en 1973. Les trois premiers épisodes sont  réalisés par le cinéaste britannique Danny Boyle. Cependant, la série est diffusée en mars 2018 par la chaîne FX, soit trois mois après la sortie d'un long-métrage racontant la même histoire, Tout l'argent du monde, de Ridley Scott. C'est Michelle Williams qui prête ses traits à Abigail Getty, le rôle tenu par Swank à la télévision.
En 2019, la plateforme Netflix lui permet de jouer l’un des rôles principaux du film de science-fiction I Am Mother aux côtés de Clara Rugaard et de Rose Byrne,. Elle participe aussi à The Hunt, une adaptation de la nouvelle Le Plus dangereux des gibiers (The Most Dangerous Game) de Richard Connell publié en 1924, déjà portée à l'écran dans Les Chasses du comte Zaroff (1932). Le film devait initialement sortir aux États-Unis en septembre 2019. Cependant, en août 2019, Universal suspend la campagne promotionnelle du film à la suite des tueries de Dayton et El Paso,. Quelques jours plus tard, le film est même supprimé du planning de sorties du studio,. Et c'est finalement en février 2020, qu'une sortie américaine est finalement fixée au 13 mars 2020, un vendredi treize, avec une toute nouvelle bande-annonce,. Jason Blum précise alors que le film n'a pas été retravaillé. 
Puis, elle poursuit sa collaboration avec Netflix en acceptant le premier rôle d'une série de science-fiction pour la plateforme, Away. Supervisée par Matt Reeves, la série est centrée sur Emma Green, la première femme astronaute qui part à la conquête de la planète Mars.

## Vie privée
Hilary Swank s'est mariée à l'acteur Chad Lowe en 1997. Le couple divorce en 2006.
Elle vit ensuite jusqu'en 2012 avec John Campisi, son agent.
Le 22 mars 2016, elle annonce ses fiançailles avec l'homme d'affaires américain Ruben Torres. En juin 2016, le couple se sépare après trois mois de fiançailles.
Elle se remarie le 18 août 2018 à Carmel-by-the-Sea, avec son petit ami depuis deux ans, l'entrepreneur Philip Schneider. Le mariage a lieu dans le plus grand secret et n'est révélé que quelques jours plus tard,. Le couple s'est rencontré en novembre 2016 à la suite d'un blind date organisé par des amis en commun. Le 5 octobre 2022, elle annonce qu'elle attend des jumeaux. Le 10 avril 2023, elle annonce avoir mis au monde une fille et un garçon.  
Sa participation le 5 octobre 2011 à la luxueuse fête du trente-cinquième anniversaire du président tchétchène Ramzan Kadyrov, accusé par l'Occident de bafouer les droits de l'homme dans son pays et qui l'a invitée pour l'occasion ainsi que d'autres vedettes comme Jean-Claude Van Damme et Vanessa-Mae pour 500 000 dollars, selon la presse locale, suscite l'indignation de l'association Human Rights Watch. La polémique qui en découle la conduit à exprimer publiquement des regrets et à se séparer de son manager Jason Weinberg.

## Filmographie

### Cinéma
- 1992 : Buffy, tueuse de vampires (Buffy the Vampire Slayer) de Fran Rubel Kuzui : Kimberly
- 1994 : Miss Karaté Kid (The Next Karate Kid) de Christopher Cain : Julie Pierce
- 1996 : Les Enfants du diable (Sometimes They Come Back… Again) de Adam Grossman : Michelle Porter
- 1996 : Le Prix de la trahison (Kounterfeit) de John Mallory Asher : Colleen
- 1997 : Hollywood people (Quiet Days in Hollywood) de Josef Rusnak : Lolita
- 1998 : Un amour en or (Heartwood) de Lanny Cotler : Sylvia Orsini
- 1999 : Boys Don't Cry de Kimberly Peirce : Brandon Teena
- 2001 : Intuitions (The Gift) de Sam Raimi : Valérie Barksdale
- 2001 : L'Affaire du collier (The Affair of the Necklace) de Charles Shyer : Jeanne de Valois-Saint-Rémy
- 2002 : Insomnia de Christopher Nolan : Ellie Burr
- 2003 : Fusion (The Core) de Jon Amiel : Maj. Rebecca Childs
- 2003 : 11:14 de Greg Marcks : Buzzy
- 2004 : Volonté de fer (Iron Jawed Angels) de Katja von Garnier: Alice Paul
- 2004 : Million Dollar Baby de Clint Eastwood : Maggie Fitzgerald
- 2004 : Red Dust de Tom Hooper : Sarah Barcant
- 2006 : Le Dahlia noir (The Black Dahlia) de Brian De Palma : Madeleine Linscott
- 2007 : Écrire pour exister (Freedom Writers) de Richard LaGravenese : Erin Gruwell
- 2007 : Les Châtiments (The Reaping) de Stephen Hopkins : Katherine
- 2008 : PS I Love You de Richard LaGravenese : Holly
- 2008 : Birds of America de Craig Lucas (en) : Laura
- 2009 : Amelia de Mira Nair : Amelia Earhart
- 2011 : Conviction de Tony Goldwyn : Betty Anne Waters
- 2011 : La Locataire (The Resident) de Antti Jokinen : Dr Juliet Dermer
- 2011 : Happy New Year (New Year's Eve) de Garry Marshall : Claire Morgan
- 2014 : The Homesman de Tommy Lee Jones : Mary Bee Cuddy
- 2014 : Le Second Souffle (You're Not You) de George C. Wolfe : Kate
- 2016 : Spark: A Space Tail de Aaron Woodley : La reine (voix)
- 2017 : 55 Steps de Bille August : Colette Hugues
- 2017 : Logan Lucky de Steven Soderbergh : Sarah Grayson
- 2018 : What They Had de Elizabeth Chomko : Bridget Ertz
- 2019 : I Am Mother de Grant Sputore : la femme
- 2020 : The Hunt de Craig Zobel : Athena
- 2020 : Fatale de Deon Taylor : Valérie Quinlan
- 2023 : La Fureur d'une mère (The Good mother) de Miles Joris-Peyrafitte : Marissa
- 2024 : Ordinary Angels de Jon Gunn : Sharon Stevens

### Télévision

#### Téléfilms
- 1994 : De l'autre côté de l'amour (Victim of Rage / Cries Unheard : The Donna Yaklich Story) : Patty Yaklich
- 1996 : Victime de ma fille (Terror in the Family) : Deena Martin
- 1997 : Mort sur le Campus (Dying to Belong) : Lisa Connors
- 1997 : Le Somnambule (The Sleepwalker Killing) : Lauren Schall
- 2004 : Volonté de fer (Iron Jawed Angels) : Alice Paul
- 2013 : Mary et Martha : Deux mères courage (Mary and Martha) : Mary

#### Séries télévisées
- 1991 : Harry et les Henderson : rôle non communiqué (saison 1, épisode 13)
- 1991-1992 : Quoi de neuf docteur ? (Growing Pains) : Sasha Serotsky (saison 7, épisode 8 et 17)
- 1991-1992 : Evening Shade : Aimee n°1 (saison 2, épisodes 6 et 8)
- 1992-1993 : Camp Wilder : Danielle (19 épisodes)
- 1997 : Leaving L.A. : Tiffany Roebuck (6 épisodes)
- 1997-1998 : Beverly Hills 90210 : Carly Reynolds (16 épisodes)
- 2018 : Trust : Gail Getty (rôle principal - saison 1, 8 épisodes)
- 2019 - 2020 : Bojack Horseman : Joey Pogo (voix originale - saison 6, 5 épisodes)
- 2020 : Away : Emma Green (rôle principal - 10 épisodes, également productrice déléguée)
- 2022 : Alaska Daily : Eileen
- 2025: Yellowjackets : Melissa[66]

### En tant que productrice
- 2003 : 11:14 de Greg Marcks
- 2005 : Celebrity Charades (série télévisée)
- 2006 : Beautiful Ohio de Chad Lowe
- 2007 : Écrire pour exister (Freedom Writers) de Richard LaGravenese
- 2009 : Amelia de Mira Nair
- 2011 : Conviction de Tony Goldwyn
- 2011 : La Locataire (The Resident) de Antti Jokinen
- 2011 : Duo à trois de Luke Greenfield
- 2011 : Choose You de Tina Gazzerro (documentaire)
- 2014 : Le Second Souffle (You're Not You) de George C. Wolfe
- 2014 : Fox's Cause for Paws: An All-Star Dog Spectacular de Ryan Polito et Gary Tellalian (émission de télévision)
- 2015 : All-Star Dog Rescue Celebration de Ryan Polito (téléfilm)
- 2018 : 55 Steps de Bille August
- 2018 : What They Had de Elizabeth Chomko
- 2020 : Away (série télévisée, 10 épisodes)
- 2020 : Fatale de Deon Taylor

## Distinctions

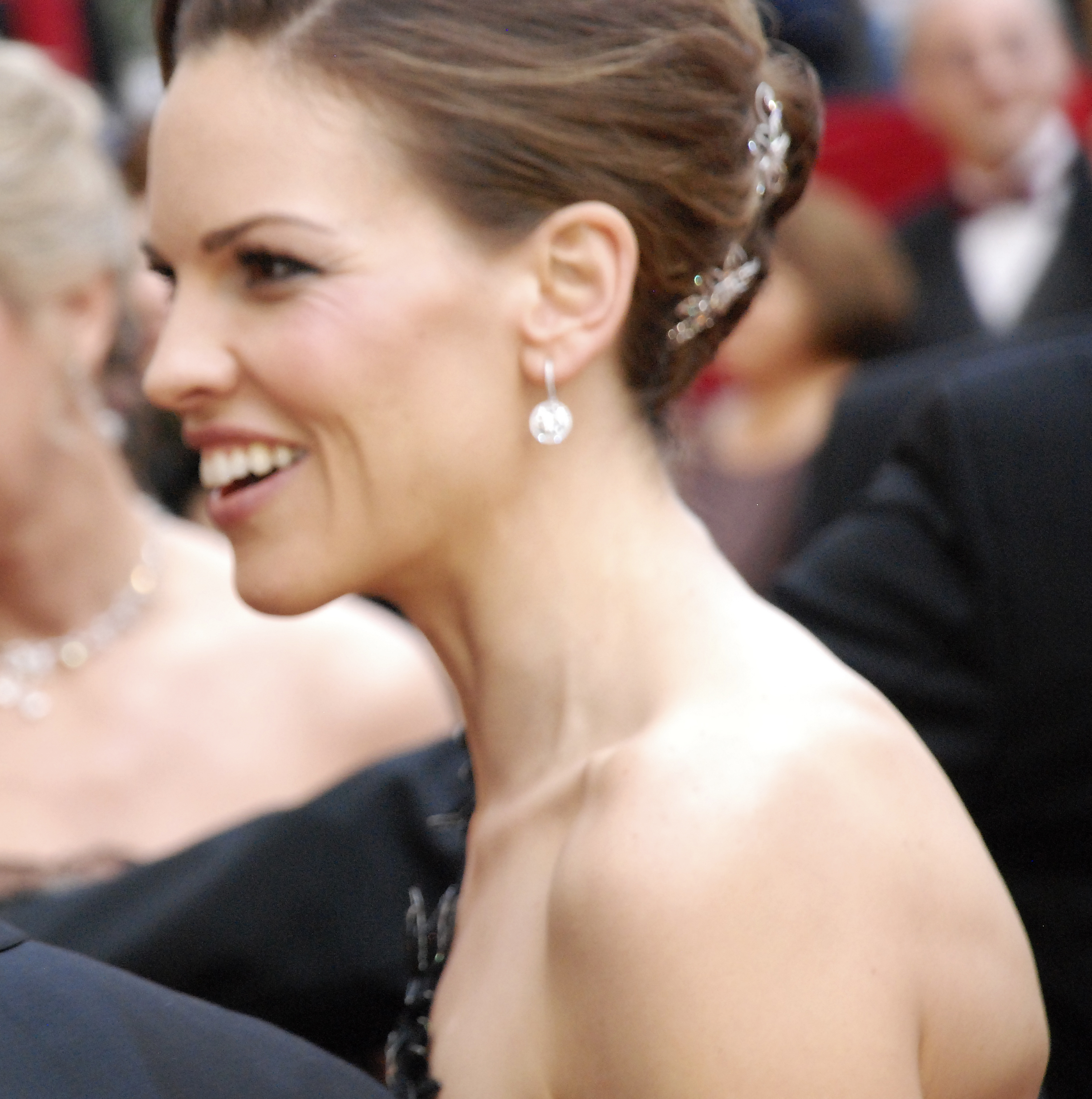
Hilary Swank aux Oscars 2008.

Sauf indication contraire ou complémentaire, les informations mentionnées dans cette section proviennent de la base de données IMDb.

### Récompenses
- Boston Society of Film Critics Awards 1999 : Meilleure actrice pour Boys Don't Cry
- Festival international du film de Chicago 1999 : Prix Silver Hugo de la meilleure actrice pour Boys Don't Cry
- Festival international du film de Gijón 1999 : Prix d'interprétation féminine pour Boys Don't Cry
- Los Angeles Film Critics Association Awards 1999 : Meilleure actrice pour Boys Don't Cry
- National Board of Review Awards 1999 : Meilleure actrice pour Boys Don't Cry
- New York Film Critics Circle Awards 1999 : Meilleure actrice pour Boys Don't Cry
- Festival international du film de Stockholm 1999 : meilleure actrice Boys Don't Cry
- Toronto Film Critics Association Awards 1999 : meilleure actrice pour Boys Don't Cry
- Village Voice Film Poll 1999 : meilleure actrice pour Boys Don't Cry
- Chicago Film Critics Association Awards 2000 : Meilleure actrice pour Boys Don't Cry
- Chlotrudis Awards 2000 : Meilleure actrice pour Boys Don't Cry
- Critics' Choice Movie Awards 2000 : Meilleure actrice pour Boys Don't Cry
- Dallas-Fort Worth Film Critics Association Awards 2000 : meilleure actrice pour Boys Don't Cry
- Florida Film Critics Circle Awards 2000 : meilleure actrice pour Boys Don't Cry
- Golden Globes 2000 : Meilleure actrice pour Boys Don't Cry
- Film Independent Spirit Awards 2000 : meilleure actrice principale pour Boys Don't Cry
- Las Vegas Film Critics Society Awards 2000 : meilleure actrice pour Boys Don't Cry
- Las Vegas Film Critics Society Awards 2000 : actrice la plus prometteuse pour Boys Don't Cry
- Online Film & Television Association Awards 2000 : meilleure actrice pour Boys Don't Cry
- Oscars 2000 : Meilleure actrice pour Boys Don't Cry
- Santa Fe Film Critics Circle Awards 2000 : meilleure actrice pour Boys Don't Cry
- Satellite Awards 2000 : Meilleure actrice pour Boys Don't Cry
- ShoWest Awards 2000 : Prix de la star féminine de demain
- Southeastern Film Critics Association Awards2000 : meilleure actrice pour Boys Don't Cry
- Boston Society of Film Critics Awards 2004 : Meilleure actrice principale pour Million Dollar Baby
- Florida Film Critics Circle Awards 2004 : meilleure actrice principale pour Million Dollar Baby
- Kansas City Film Critics Circle Awards 2004 : meilleure actrice principale pour Million Dollar Baby
- Phoenix Film Critics Society Awards 2004 : meilleure actrice principale pour Million Dollar Baby
- Utah Film Critics Association Awards 2004 : meilleure actrice principale pour Million Dollar Baby
- St. Louis Film Critics Association Awards 2004 : meilleure actrice principale pour Million Dollar Baby
- Central Ohio Film Critics Association Awards 2005 : Meilleure actrice principale pour Million Dollar Baby
- Critics' Choice Movie Awards 2005 : Meilleure actrice pour Million Dollar Baby
- Dallas-Fort Worth Film Critics Association Awards 2005 : meilleure actrice principale pour Million Dollar Baby
- Gold Derby Awards 2005 : meilleure actrice principale pour Million Dollar Baby
- Golden Globes 2005 : Meilleure actrice pour [Million Dollar Baby
- National Society of Film Critics Awards 2005 : meilleure actrice principale pour Million Dollar Baby
- Oscars 2005 : Meilleure actrice pour Million Dollar Baby
- Online Film & Television Association Awards 2005 : meilleure actrice pour Boys Don't Cry
- Satellite Awards 2005 : Meilleure actrice pour Million Dollar Baby
- Screen Actors Guild Awards 2005 : Meilleure actrice dans un premier rôle pour Million Dollar Baby
- Jupiter Award 2006 : meilleure actrice internationale pour Million Dollar Baby
- Sant Jordi Awards 2006 : meilleure actrice étrangère pour Million Dollar Baby
- SESC Film Festival 2006 : meilleure actrice étrangère pour Million Dollar Baby
- TV Land Awards 2006 : Prix de la star féminine du petit et grand écran
- Golden Camera 2008 : meilleure actrice internationale pour P.S. I Love You et pour Écrire pour exister
- Irish Film and Television Awards 2008 : meilleure actrice internationale pour P.S. I Love You
- Festival du film de Hollywood 2009 : meilleure actrice pour Amelia
- Gotham Independent Film Awards 2010 : Prix Tribute Award partagé avec Darren Aronofsky, Robert Duvall et James Schamus
- Festival du film de Giffoni 2011 : Prix François-Truffaut
- Festival du film de Telluride 2014 : Prix Silver Medallion
- Women Film Critics Circle Awards 2014 : Meilleure distribution pour The Homesman partagée avec Grace Gummer, Miranda Otto, Sonja Richter, Jo Harvey Allen, Meryl Streep, Hailee Steinfeld et Karen Jones.
- Bambi Awards 2015 : vedette préférée pour The Homesman
- Festival international du film de Locarno 2019 : Prix Leopard Club
- Media Access Awards 2020 : Trophée PGA George Sunga Awards de la meilleure distribution dans une série télévisée dramatique pour Away partagée avec Andrew Hinderaker, Jason Katims, Jessica Goldberg, Edward Zwick, Matt Reeves, Adam Kassan, Jeni Mulein et Michelle Lee

### Nominations
- Young Artist Awards 1993 : meilleure jeune actrice dans une nouvelle série télévisée pour Camp Wilder
- Awards Circuit Community Awards 1999 : meilleure actrice dans un rôle principal pour Boys Don't Cry
- MTV Movie Awards 2000 : meilleur baiser (partagé Chloë Sevigny) et meilleur espoir féminin pour Boys Don't Cry
- National Society of Film Critics Awards 2000 : meilleure actrice pour Boys Don't Cry
- Online Film Critics Society Awards 2000 : meilleure actrice pour Boys Don't Cry
- Screen Actors Guild Awards 2000 : Meilleure actrice dans un premier rôle pour Boys Don't Cry
- Teen Choice Awards 2000 : révélation féminine pour Boys Don't Cry
- British Academy Film Awards 2001 : Meilleure actrice pour Boys Don't Cry
- Empire Awards 2001 : Meilleure actrice pour Boys Don't Cry
- London Critics Circle Film Awards 2001 : actrice de l'année pour Boys Don't Cry
- Saturn Awards 2001 : Meilleure actrice dans un second rôle pour Intuitions
- Empire Awards 2003 : Meilleure actrice pour Insomnia
- Awards Circuit Community Awards 2004 : meilleure distribution pour Million Dollar Baby partagée avec Clint Eastwood, Morgan Freeman, Jay Baruchel, Anthony Mackie, Michael Coulter, Brían F. O'Byrne, Margo Martindale et Lucia Rijker.
- Awards Circuit Community Awards 2004 : meilleure actrice dans un rôle principal pour Million Dollar Baby
- Gold Derby Awards 2004 : meilleure actrice principale dans une mini-série ou un téléfilm pour Volonté de fer
- Online Film & Television Association Awards 2004 : meilleure actrice principale dans une mini-série ou un téléfilm pour Volonté de fer
- Washington DC Area Film Critics Association Awards 2004 : meilleure actrice principale pour Million Dollar Baby
- Gold Derby Awards 2005 : meilleure distribution pour Million Dollar Baby
- Golden Globes 2005 : Meilleure actrice dans une mini-série ou un téléfilm pour Volonté de fer
- International Online Cinema Awards 2005 : meilleure actrice principale pour Million Dollar Baby
- Italian Online Movie Awards 2005 : meilleure actrice principale pour Million Dollar Baby
- MTV Movie Awards 2005 : meilleure performance féminine pour Million Dollar Baby
- Online Film Critics Society Awards 2005 : meilleure actrice principale pour Million Dollar Baby
- Screen Actors Guild Awards 2005 : Meilleure actrice dans une mini-série ou un téléfilm pour Iron Jawed Angels et Meilleure distribution pour Million Dollar Baby
- Vancouver Film Critics Circle Awards 2005 : meilleure actrice principale pour Million Dollar Baby
- Empire Awards 2006 : Meilleure actrice pour Million Dollar Baby
- Women's Image Network Awards 2009 : meilleure actrice pour Amelia
- Gold Derby Awards 2010 : meilleure actrice principale de la décade pour Million Dollar Baby
- Screen Actors Guild Awards 2011 : Meilleure actrice dans un premier rôle pour Conviction
- Boston Society of Film Critics Awards 2014 : Meilleure actrice pour The Homesman
- Phoenix Critics Circle 2014 : meilleure actrice pour The Homesman
- Phoenix Film Critics Society Awards 2014 : Meilleure actrice dans un rôle principal pour The Homesman
- San Diego Film Critics Society Awards 2014 : Meilleure actrice pour The Homesman
- Women Film Critics Circle Awards 2014 : Prix Courage in Acting Award pour avoir incarné des rôles non conventionnels qui redéfinissent radicalement l'image de la femme au cinéma dans un drame pour The Homesman
- Women Film Critics Circle Awards 2014 : Prix The Invisible Woman Award pour la performance d'une femme dont l'exceptionnel impact a été ignoré dans un drame pour The Homesman
- Jupiter Award 2016 : meilleure actrice internationale pour Le Second Souffle
- Australian Academy of Cinema and Television Arts Awards 2019 : Meilleure actrice dans un second rôle pour I Am Mother
- Critics' Choice Super Awards 2020 : meilleure actrice pour The Hunt, meilleure vilaine pour The Hunt, meilleure actrice dans une série télévisée dramatique pour Away
- Golden Globes 2023 : Meilleure actrice dans une série dramatique pour Alaska Daily

## Voix francophones
En France, Marjorie Frantz est la voix régulière d'Hilary Swank.
Au Québec, Camille Cyr-Desmarais est la voix québécoise régulière de l'actrice.